# 撒但
撒但，又作撒旦，思高譯本譯為撒殚，东正教《新遗诏圣经》译为萨他那。景教譯為娑殫，還有一些中文譯本譯為沙丹或薩坦。
撒但於不同宗教中有不同的緣起，於亞伯拉罕信仰中撒但會引誘人類犯罪，在猶太教中，撒但也常被視為衝動的表徵。在基督教和伊斯蘭教中，撒但為反抗神的堕天使或镇尼，而反抗神後喪失本來身份，但經由神的允許使其取得統治地獄和眾多魔鬼的權限。
撒但这一人物首先以上天的控告者、顺服耶和华的神之子的身份出现在《希伯来圣经》中，他在天上的法庭控告犹大王国并强迫他们忍受来检验他们是否忠于神。在旧约和新约之间的时间里，很有可能是受到琐罗亚斯德教人物阿里曼的影响，撒但演变为具有可憎性质和恶意的存在，与神二元对立。在经外书《禧年书》，神给予撒但（即莫斯提马，在禧年书中相当于撒但，并非撒但真正的名字）权威以号召看守天使及其后代，以引诱人类犯罪并对其处罚。在《对观福音》中，撒但在沙漠中引诱耶稣并被认做是疾病和诱惑的根源。在《启示录》中，撒但作为大红龙出现，被天使米迦勒击败并扔出天国。此后一千年，他被束缚。最后，经过短暂的自由之后，撒但被最终击败并扔进火湖。
在基督教中，撒但也被当做魔鬼。尽管《創世紀》中没有提到他，他常被視作伊甸園中的蛇。中世纪時，撒但在基督教神學中並不常出現，僅作為喜劇角色於神學劇中出現。然而在近世，由于魔鬼附身和巫術的觀念日漸流行，撒但的重要性显著提高。启蒙运动时期，相信撒但存在的观念遭到严厉批判。不过，相信撒但的观念仍然延续下来，尤其以美洲为甚。在《古兰经》中。晒衣陀乃或伊布力斯是一个火做的存在，由于拒绝向新造的亚当鞠躬被逐出天国，他以恶念感染人心以引发人类犯罪。虽然撒但常被视为邪恶，但一些群体有不同想法。
在撒但神话中，撒但被认为是受到崇拜和敬仰的神，在拉维撒旦教中，撒但是各种高尚品质和自由的象征。撒但的模样从未在圣经中描述过，但自公元9世纪起，基督教艺术把撒但展现为长有犄角、蹄子，还常加上毛腿、尾巴，裸露且握有叉子的样式。这些都来自之前各种异教神的特征，如潘、波塞冬、贝斯。撒但常出现在基督教文学中，如但丁的《神曲》、各种浮士德的变种、约翰·弥尔顿的《失乐园》、《复乐园》以及威廉·布莱克的诗。至今，撒但仍在电影、电视和音乐中出现。

## 概論
撒但來自希伯來語：（Satan），Satan是一個源自動語的名詞，原意為敵對、反對。
在馬所拉文本中，撒但這個字眼共出現13次。在《約伯記》1至2章中出現10次，《撒迦利亞書》3章中出現3次。在其中，它被稱為神之子，或神的使者，相當於天使的地位。
據啟示錄所述，魔鬼撒但後來會被捆綁一千年，扔在無底坑裡，無底坑被關閉，用印封上，使撒但不得再迷惑列國。當那一千年的結束時，撒但必從監牢裡被釋放，出來要迷惑地上四方的列國，就是歌革和瑪各，叫他們聚集爭戰。他們的人數有如海沙。他們上來遍滿了全地，圍住聖徒的營與蒙愛的城，將有火從天降下，燒滅了他們。那迷惑他們的魔鬼被扔在硫磺的火湖裡、晝夜受痛苦，直到永永遠遠。

### 不同语文的表示
「撒但」在不同的语言中都有出现，下面列出的是以色列附近的民族使用的表示方法：
- שָׂטָן Satan 标准希伯来语
- Śāṭān ──希伯来语泰比利厄斯方言
- סטנא Sāṭānā'──阿拉米语
- Satanás ──希腊共同语
- شيطان Šeytân ──波斯语
- شيطان Šayṭān ──阿拉伯语
- ሳይጣን Sāyṭān ──吉兹字母
- Şeytan──土耳其语
- شيطان,Shāitān──乌尔都语

## 撒但的身份
- 希伯來文的本意為「敵對者」。

- 在《希伯來聖經》常常將檯面上的政治事件引申到操縱該政治背後的撒但（约翰一书5:19），就如《以西结书》第28章第11-18节中關於撒但有著如下的描述：

「推罗王的结局」中耶和华的话临到我说：人子啊，你為推羅王作起哀歌，說主耶和華如此說：你無所不備，智慧充足，全然美麗。你曾在伊甸神的園中，佩戴各樣寶石，就是紅寶石、紅璧璽、金鋼石、水蒼玉、紅瑪瑙、碧玉、藍寶石、綠寶石、紅玉，和黃金；又有精美的鼓笛在你那裡，都是在你受造之日預備齊全的。你是那受膏遮掩約櫃的基路伯；我將你安置在神的聖山上；你在發光如火的寶石中間往來。你從受造之日所行的都完全，後來在你中間又察出不義。因你貿易很多，就被強暴的事充滿，以致犯罪，所以我因你褻瀆聖地，就從神的山驅逐你。遮掩約櫃的基路伯啊，我已將你從發光如火的寶石中除滅。你因美麗心中高傲，又因榮光敗壞智慧，我已將你摔倒在地，使你倒在君王面前，好叫他們目睹眼見。你因罪孽眾多，貿易不公，就褻瀆你那裡的聖所。故此，我讓火從你中間發出，燒滅你，使你在所有觀看的人眼前變為地上的爐灰。

- 在《启示录》第20章第2节記載：「龍，就是最初的蛇，又叫魔鬼，也叫撒但」。這條蛇曾經引誘夏娃反叛上帝。《创世记》第3章第1-5节

### 撒但的形象
在有些文献，小说，影视作品等描述撒但是一个頭上有羊的角、背上有蝙蝠的翼、屁股上有尖尾巴、手拿长柄叉、在烈火熊熊的地狱里折磨人的怪物。圣经並没有这样描述撒但。这只是中古时代一些艺术家幻想出来的。他们的想像既取材于希腊神话中半人半山羊的潘，也取材于意大利诗人但丁在《神曲·地狱篇》所作的描述。有的小说里把撒但描写成恶魔之子。

## 关于「Satan」一词的翻译差异
目前新教比較流行使用的國語和合本聖經、新標點和合本聖經、和合本修訂版聖經、現代中文譯本聖經，還有比較古老的光緒19年福州美華書局活板文理聖經、光緒34年上海大美國聖經會官話串珠聖經、宣統3年聖經公會的文理聖經，“Satan”一直译为「撒但」。天主教会的圣经译本思高本譯為“撒殚”。
“撒旦”这个译法出现在中国大陸出版的《英汉辞海》和圣经普通话版本中。台湾《重編國語詞典修訂本》也說「撒旦」是「撒但」的另一譯名。
下面列出的是主要《圣经》译本对“Satan”一词的翻译，参考经文《启示录》第12章第7-9节。

### 新教译为“撒但”
这个译法出现在绝大多数中文译本中。这些译本几乎覆盖19-21世纪圣经翻译运动以来的各个时期。
7 在天上就有了争战。米迦勒同他的使者与龙争战。龙也同他的使者去争战。8 并没有得胜，天上再没有他们的地方。9 大龙就是那古蛇，名叫魔鬼，又叫撒但，是迷惑普天下的。他被摔在地上，他的使者也一同被摔下去。——圣经和合本
7 天上發生了爭戰。米迦勒同他的使者與龍作戰，龍同牠的使者也起來應戰，8 牠們都打敗了，天上再也沒有牠們的地方。9 大龍就是那古蛇，名叫魔鬼，又叫撒但，是迷惑普天下的；牠被摔在地上，牠的使者也一同被摔下去。——圣经和合本修訂版
7 在天上就有战争。米迦勒和他的使者（与『天使』一词同字）对龙争战；龙和他的使者（与『天使』一词同字）也来争战。8 他们不能得胜，在天上再也找不着他们的地位了。9 于是大龙被摔下∶大龙就是古蛇，叫魔鬼又叫撒但的，就是那迷惑普天下的。他被摔在地上，他的使者（与『天使』一词同字）也同他被摔下。——圣经吕振中译本
7 在天上就有了争战。米迦勒同他的使者与龙争战，龙也同它的使者去争战，8 并没有得胜，天上再没有它们的地方。9 大龙就是那古蛇，名叫魔鬼，又叫撒但，是迷惑普天下的。它被摔在地上，它的使者也一同被摔下去。——灵修版圣经
7 天上爆发战争，米迦勒和他的天使跟龙争战，龙和它的天使也来争战，8 却没有得胜，天上再也没有他们立足的地方了。9 于是大龙被摔了下去。大龙就是最初的蛇，叫做魔鬼，又叫撒但，迷惑了普天下的人。他被摔在地上，他的天使也跟他一起被摔下去。——圣经新世界译本
7 天上起了爭戰，米迦勒和他的使者與龍爭戰，龍和牠的使者也爭戰，8 並沒有得勝，天上再沒有他們的地方。9 大龍就被摔下去，牠是那古蛇，名叫魔鬼，又叫撒但，是迷惑普天下的，牠被摔在地上，牠的使者也一同被摔下去。——圣经恢复本

### 天主教译为“撒殚”
天主教《圣经》的專有名詞如卷名及人名、地名等，多沿用明代译法，与其他译本较为不同。
7 以后，天上就发生了战争：弥额尔和他的天使一同与那龙交战，那龙也和它的使者一起应战，8 但它们敌不住，在天上遂再也没有它们的地方了。9 於是那大龙被摔了下来，它就是那远古的蛇，号称魔鬼或撒殚的。那欺骗了全世界的，被摔到地上，它的使者也同它一起被摔了下来。——聖經思高本

## 其它解释

### 猶太教中的撒但
《以諾書》提及一群和人類女子結婚的墮落天使，其首領叫做阿撒茲勒。不過，後來的猶太教學者拒絕《以諾書》以及墮落天使的概念，將希伯來聖經中出現撒但（שָּׂטָן‎ satan,敵對）字眼的段落，解釋為抽象概念惡的衝動（Yetzer hara）的一種擬人化隱喻方式，又或者是服從耶和華意志的滅命天使。

### 伊斯兰教中的撒但
撒但在伊斯兰教等同于Shaitan（شيطان）阿拉伯語音譯為“易卜劣斯”。
词汇Shaitan（شيطان，词根是šṭn شط⁬ن）是一个形容词，意思是“堕落的”或者“远离的，有时也翻译为“邪惡者”，穆斯林認為惡魔是人類的“明敵”。穆斯林傳統中，易卜劣斯亦可以指人們之間的挑撥離間者。
根據伊斯蘭傳統認為，易卜劣斯最初出現於伊斯蘭教經典《古兰經》，易卜劣斯原是真主用火造化而成。穆斯林視其為精靈之祖。在安拉創造人類祖先亞丹（伊斯蘭教中的亞當）之後，便命令眾天使向亞丹下跪，唯獨易卜劣斯自認其較人類高貴而不肯下跪，結果遭安拉的遣怒，貶為魔鬼，以墮入火獄作懲罰，但因為其後向真主求饒，得到安拉承諾而暫緩至末日審判之後才執行，遭放逐後的易卜劣斯誓言要極力證明人類始終有日會背叛真主，人類並不值得真主厚待等，要在審判日時找更多人陪伴同墮火獄。時刻等待機會去引誘人類犯罪。
以伊斯兰教的观点看，易卜劣斯跟当前的基督教和犹太教有类似又有不同，并非墮落了的天使長，而是和人類一樣有自由的意志，不像天使般嚴格遵循真主的命令。这也解释为什么易卜劣斯能够反叛真主，向亞丹歪曲解释真主的命令，但穆斯林相信人類和精靈、惡魔的一切“自由意志”都在真主的控制範圍之內。

### 諾斯底
海倫娜·布拉瓦茨基認為諾斯底主義當中的“蛇”（Ophiomorphos）即是撒但，由七位邪惡造物主（Archon）之一的亚大伯斯所誕生，並誘惑亞當與夏娃吃下禁果:184。

## 次文化
- 輕小說《關於我轉生變成史萊姆這檔事》魔王蜜莉姆持有技能 大罪系究極技能《憤怒之王》撒但
- Valve出品的MOBA电子游戏《DOTA2》中的装备，被动技能具有吸血效果，主动技能“不洁狂热”开启后提高200%的吸血。
- 輕小說《約會大作戰》——反轉精靈鳶一折紙的惡魔〈救世魔王〉

### 引用
1. ↑  查目前比較流行的國語和合本聖經、新標點和合本聖經、和合本修訂版聖經、現代中文譯本聖經，還有比較古老的光緒19年福州美華書局活板文理聖經、光緒34年上海大美國聖經會官話串珠聖經、宣統3年聖經公會的文理聖經，Satan一律譯作「撒但」。
2. ↑  大陆刊行的聖經所常用译名（其他漢語圈地區也有使用此名稱者），参见《圣经》普通话本 ISBN 978-1-885427-04-5；《英汉辞海（下）》（ISBN 978-7-118-00203-4/H1）第4646页。以及人民网《人民日报》报系搜索 （页面存档备份，存于）。
3. ↑  天主教思高本《圣经》译名。
4. ↑  重構聖經中的蛇之原意 （页面存档备份，存于）
5. ↑  聖經啟示錄第20章。
6. ↑  《以西结书》第28章第12-18节
7. ↑  大陆常用译名，参见《圣经》普通话本ISBN 978-1-885427-04-5；《英汉辞海（下）》（ISBN 978-7-118-00203-4/H1）第4646页。以及人民网《人民日报》报系搜索 （页面存档备份，存于）。
8. ↑  
.   [2023-02-26]. （原始内容存档于2023-02-26）.
9. ↑  2010年，Hong Kong Bible Society（香港聖經公會）出版
10. ↑  1946年，燕京大学宗教学院出版了吕振中的《新译新约全书》。本书以英国牛津大学苏德尔所编的希腊译本（Souter's Text）为根据，用直译的方法，尽量表达原文每字所包含或代表的意义，并尽量保持原文之结构。吕振中于1952年修订新约译本，并于1970年出版包括新旧约的圣经全书。
11. ↑  国际圣经协会，2000年出版发行
12. ↑  2001年，宾夕法尼亚州守望台圣经书社出版发行。
13. ↑  1986年，台北出版发行，修订版于2003年完成。
14. ↑  Robert Eisen Associate Professor of Religious Studies George Washington University The Book of Job in Medieval Jewish Philosophy 2004 p120 "Moreover, Zerahfiiah gives us insight into the parallel between the Garden of Eden story and the Job story alluded to ... both Satan and Job's wife are metaphors for the evil inclination, a motif Zerahfiiah seems to identify with the imagination."
15. ↑  . MJL Staff.   [2017-11-13]. （原始内容存档于2021-02-25）. In Tractate Bava Batra, Reish Lakish says that Satan, the yetzer hara and the Angel of Death are all one. Maimonides, the medieval Jewish philosopher, endorses this position in his Guide for the Perplexed. The word Satan, Maimonides writes, derives from the Hebrew root for “turn away.” Like the evil inclination, Satan’s function is to divert human beings from the path of truth and righteousness. Maimonides seems not to believe Satan actually exists, but rather that he is a symbol of the inclination to sin.....in the Hebrew Bible at least, Satan is ultimately subordinate to God, carrying out his purpose on earth. Or that he isn't real at all, but is merely a metaphor for sinful impulses. The kabbalistic and Hasidic literature complicate this view, offering a closer parallel to Christian eschatology. Both the kabbalistic/Hasidic and Christian traditions describe the forces of the holy and the demonic as locked in a struggle that will culminate in God's eventual victory.
16. ↑  海倫娜·布拉瓦茨基，《Isis Unveiled》 （页面存档备份，存于），Devoted Publishing，1877